# Medievärlden
Medievärlden var en svensk branschtidning för den publicistiska delen av mediebranschen. 
Medievärlden bevakade utvecklingen inom medierna med särskilt fokus på tidningsföretagen. Tidningen innehöll bland annat affärsnyheter från branschen, intervjuer med journalistprofiler samt krönikor och debattinlägg kring journalistiska spörsmål och kampen för tryckfrihet världen över.
Tidningen startade som Pressens Tidning 1920 som 2006 bytte form och namn till Medievärlden.. Tidningen gavs ut av Svenska tidningsutgivareföreningen, senare mer kända under namnet Tidningsutgivarna.
Som ett led i ett besparingsprogram inom Tidningsutgivarna lades papperstidningen ned 2009 och tidningen gick över till att enbart publiceras som webbtidning. Vidare upphörde det opinionsbildande uppdraget för att kunna fokusera på att granska branschen.
Fr.o.m. 2014 ägdes och drevs tidningen av redaktionens medarbetare och 2017 köptes tidningen av Alma Talent som i sin tur sålde den och Dagens Media till Bonnierkoncernen 2018.
I juni 2019 meddelades att Bonnierkoncernen, som ett led i omorganisationen av Bonnier Business Media, i vilket även tidningarna Dagens Media och Resumé ingick, avsåg att lägga ned Medievärlden och överföra innehåll och personal till Dagens Media. I juli 2019 meddelade Medievärldens redaktion att sammanslagningen skulle ske under hösten men att uppdateringen av webbplatsen upphörde redan i samband med sommarsemestern och inte skulle återupptas.